# 김유진 (야구 선수)
김유진(金有鎭, 1969년 6월 25일 ~ )은 전 KBO 리그 쌍방울 레이더스의 투수이다.

## LG 트윈스시절
1992년에 입단하였다.

## 쌍방울 레이더스시절
1998년에 입단하였다.

## 출신 학교
- 충암고등학교
- 단국대학교